# Lieber gestern als nie …
Lieber gestern als nie … (Originaltitel: The Man with Rain in His Shoes) ist ein Liebesfilm aus dem Jahr 1998, der als Koproduktion von Spanien, Großbritannien, Frankreich und Luxemburg entstand. Regie führte María Ripoll, das Drehbuch schrieb Rafa Russo.

## Handlung
Der erfolglose Londoner Schauspieler Victor Bukowski eilt durch die Straßen, um seine Ex-Freundin Sylvia auf ihrem Nachhauseweg abzupassen. Sylvia, die als Psychologin arbeitet, will tags darauf ihren Verlobten Dave heiraten. Victor, der sie vor acht Monaten mit einer Schauspielkollegin betrogen und anschließend verlassen hat, will sie dazu bewegen, die Hochzeit abzublasen und zu ihm zurückzukehren. Sylvia lässt sich jedoch nicht umstimmen. Am Abend geht Victor in eine Bar und schüttet der rothaarigen Barfrau sein Herz aus. Er erzählt ihr von seinem Seitensprung, und wie er ihn Sylvia am Tag des alljährlichen Karnevals in Notting Hill voller Schuldgefühle gestanden habe. Nur wenig später habe er jedoch eingesehen, dass er die andere Frau nicht liebt. Nun würde er am liebsten die Zeit zurückdrehen, um wieder mit Sylvia zusammen sein zu können. Als er die Bar verlassen will, gibt ihm die Barfrau einen zerfledderten Schirm, mit dem Victor traurig durch die Straßen zieht. Unterwegs begegnet er zwei spanischen Müllmännern, Don Miguel und Rafael. Er bittet sie um Hilfe und fährt mit ihnen zu einer Müllhalde. Dort liest ihm Don Miguel etwas aus einem Buch vor und Rafael verbindet ihm die Augen. Victor beginnt, sich im Kreis zu drehen, und ist plötzlich allein. 
Auf dem Weg nach Hause stellt Victor im Gedränge des Karnevals von Notting Hill fest, dass er acht Monate in der Zeit zurückgereist ist. Hoffnungsvoll kehrt er nach Hause zurück, wo Sylvia bereits auf ihn wartet. Statt ihr den Seitensprung zu gestehen, versichert er ihr, sie innig zu lieben. Er macht mit seiner Geliebten Schluss und bemüht sich, Sylvia seine volle Aufmerksamkeit zu schenken. Sylvia ist in der Folge glücklicher denn je, scheint Victor doch endlich bereit zu sein, für sie Kompromisse einzugehen und sogar mit dem Rauchen aufhören zu wollen. Auch freut sie sich für ihn, als die Premiere des Theaterstücks, in dem er die Hauptrolle spielt, ein großer Erfolg wird. Hatte Victor zuvor noch erfolgreich verhindert, dass sich Sylvia und Dave in einem Fitnesscenter kennenlernen, treffen sie schließlich doch bei einem gemeinsamen Abendessen mit Sylvias Freundin Alison aufeinander. Alison hat Dave im Fitnesscenter kennengelernt und als ihre Begleitung eingeladen. Dave, der als Ingenieur arbeitet und kürzlich in Kalkutta an einem humanitären Projekt beteiligt war, hat sofort nur noch Augen für Sylvia. Diese wiederum fühlt sich geschmeichelt und versteht nicht, warum Victor beim Zubettgehen über Dave eifersüchtig herzieht. 
Kurze Zeit später trifft Sylvia Dave zufällig wieder und verabredet sich mit ihm. Sie treffen sich bald regelmäßig und beginnen eine Affäre. Als Victor das Gefühl hat, dass Sylvia ihn betrügt, stellt er sie zur Rede. Sylvia, die ihn nicht länger belügen will, gibt schließlich zu, ihn betrogen zu haben. Nach Sylvias Auszug aus der gemeinsamen Wohnung sucht Victor nach der rothaarigen Barfrau, die ihm den Schirm gegeben hatte. In der Bar steht jedoch mit der aus Córdoba stammenden Louise eine neue Bedienung am Tresen. Eines Abends bringt Louise den betrunkenen Victor nach Hause. Am nächsten Morgen ruft sie ihn an und verabredet sich mit ihm. Bei ihrem Treffen erzählt sie ihm, dass sie soeben entlassen und mit einer neuen Bedienung ersetzt worden sei. Victor geht daraufhin in die Bar und gibt der rothaarigen Barfrau den Schirm zurück. Er und Louise, die an einem Roman schreibt, werden schließlich ein Paar und sind sehr glücklich miteinander. Auch beruflich geht es weiter aufwärts. Victor erhält eine Hauptrolle in einer Fernsehserie.
Bei einer Feier sieht Sylvia Victor im Fernsehen und beginnt, ihn zu vermissen. Sie fühlt sich von Workaholic Dave vernachlässigt und hat Mühe sich einzureden, dass man in einer Beziehung Freiräume brauche. Dass in der Zeitung Victors baldige Hochzeit mit Louise verkündet wird, stimmt sie umso trauriger. Als sie abends allein ist und sich im Fernsehen die BAFTA-Verleihung ansieht, bei der auch Victor für einen Preis nominiert ist, entschließt sie sich, zur Verleihung zu fahren und Victor für sich zurückzugewinnen. Von Regen durchnässt, kommt sie im Theater an, in dem die Verleihung stattfindet. Während sein Freund Freddie seinen Preis entgegennimmt, gibt Victor Sylvia einfühlsam zu verstehen, dass sie beide dieselben Fehler gemacht und es erst eingesehen haben, als es bereits zu spät gewesen sei. Es sei nunmehr Louise, mit der Victor zusammen sein will. Traurig verlässt Sylvia das Theater. Ein Angestellter des Theaters gibt ihr den alten Regenschirm, den er von der rothaarigen Barfrau erhalten hat. Nachdenklich geht Sylvia mit dem Schirm in einen Park und setzt sich auf eine Bank. Auf einmal setzen sich die beiden spanischen Müllmänner neben sie. Sie erzählen ihr etwas, und Sylvia beginnt, hoffnungsvoll zu lächeln.

## Hintergrund
Der Film war das Langfilmdebüt der Katalanin María Ripoll (* 1964). Gedreht wurde im Londoner Stadtteil Notting Hill. Die Weltpremiere des Films fand am 30. August 1998 auf dem World Film Festival in Montreal statt. Am 15. September 1998 wurde er auf dem Toronto International Film Festival gezeigt. Es folgten Vorführungen auf einigen anderen Filmfestivals, darunter das Sitges Film Festival im Oktober 1998 und das Fantasporto im März 1999. In Deutschland lief Lieber gestern als nie … am 23. September 1999 in den Kinos an. Im Jahr 2005 erschien der Film auf DVD.

## Kritiken
Für das Lexikon des internationalen Films war Lieber gestern als nie … eine „[z]ügig und flott inszenierte Komödie mit amüsanten und romantischen Details“. Die Regie habe sich dabei jedoch nicht vollständig auf „die Suggestion des Bildes“ eingelassen und „ihre literarischen Bezüge“ bisweilen „zu wortlastig“ umgesetzt. Das durch ähnliche Filme „vertraute dramaturgische Grundmuster“ zeige zudem „Ermüdungserscheinungen“. Ellen Warstat schrieb in Cinema, dass der Film „Medizin gegen Liebeskummer“ und in erster Linie „Balsam für männergeprüfte Frauenherzen“ sei. So „leidet“ Victor „wie ein Hund“ und werde von Douglas Henshall „so rührend komisch“ gespielt, „daß man den reuigen Sünder tröstend hinter den Ohren kraulen möchte“. Zwar sei das „Was-wäre-wenn“-Konzept nicht neu, doch „[geht] dank einer hervorragenden Besetzung und des lebens- und gefühlsechten Skripts […] Romantikern die Seele auf“.
Auch Prisma konstatierte, dass das „Spiel mit dem Zufall und der Zeitschleife“ nichts Neues sei, und erinnerte dabei an Filmkomödien wie Und täglich grüßt das Murmeltier und Sie liebt ihn – sie liebt ihn nicht. Daher hätte Lieber gestern als nie … mehr bieten müssen „als einen völlig nichtssagenden Hauptdarsteller, der nach nichts aussieht und als schlaffer Schluffi mehr nervt als amüsiert, ein einfallsloses, geschwätziges Drehbuch und eine langweilige Regie“. Herausgekommen sei „Euro-Pudding“, an dem „vier Produktionsländer mit herumgestümpert haben“, was man dem Film durchweg anmerke: „Flair, Stil, Atmosphäre versumpfen buchstäblich im Niemandsland“. Roger Ebert zog ein ähnlich negatives Fazit und meinte in der Chicago Sun-Times, dass der US-amerikanische Titel Twice Upon a Yesterday von vornherein Missfallen beim Zuschauer verspreche und der Film in dieser Hinsicht nicht enttäusche. Er sei eine „langweilige Angelegenheit“. Den von Douglas Henshall gespielten Victor könne man nicht mögen, im großen Gegensatz zu der von Penélope Cruz gespielten Louise.
Jonathan Holland von Variety fand den Film wiederum „geschickt“ gemacht, „witzig“ und als María Ripolls Regiedebüt „überraschend selbstbewusst“. Als „romantische Wohlfühlkomödie“ sorge der Film für „ansprechende, wenn auch etwas nichtssagende“ Unterhaltung. Die Handlung mit ihren Zeitsprüngen sei ordentlich umgesetzt worden, allerdings nicht ganz so gut wie in Und täglich grüßt das Murmeltier. Die Leistungen der Darsteller seien „solide“. Douglas Henshall trage den Film „mit Energie und Verve […] in fast jeder Szene“, auch wenn sein „bisweilen übertriebenes Spiel“ dem Zuschauer „genauso viel Geduld“ wie den Protagonistinnen abverlange.

## Auszeichnungen
Für Lieber gestern als nie … erhielt María Ripoll im Jahr 1998 auf dem Sitges Film Festival den Gran-Angular-Preis. Auf dem koreanischen Bucheon International Fantastic Film Festival lief der Film im Wettbewerb um den besten Beitrag. Beim Montreal World Film Festival konkurrierte er im Wettbewerb um den Grand Prix des Amériques; Rafa Russo erhielt in Montreal einen Preis in der Kategorie Bestes Drehbuch.
Im Jahr 1999 war Lieber gestern als nie … als bester Film für den Goldenen Círculo Precolombino des Festival de Cine de Bogota nominiert; Ripoll gewann schließlich den Bronzenen Círculo Precolombino. Im Jahr 2000 folgte für Ripoll eine Nominierung für den spanischen Filmpreis Goya in der Kategorie Beste Nachwuchsregie. Im selben Jahr war der Film für den Imagen Award nominiert.